# 1483년

## 연호
- 명(明) 성화(成化) 19년
- 일본(日本) 분메이(文明) 15년
- 후 레 왕조(後黎朝) 홍득(洪德) 14년

## 기년
- 류큐(琉球) 쇼신왕(尚真王) 7년
- 명(明) 헌종 성화제(憲宗 成化帝) 19년
- 조선(朝鮮) 성종(成宗) 14년
- 후 레 왕조(後黎朝) 성종(聖宗) 24년

## 사건
- 7월 6일 - 잉글랜드 왕 리처드 3세 즉위

## 탄생
- 4월 6일 - 이탈리아 화가 라파엘로
- 11월 10일 - 독일의 종교 개혁가 마르틴 루터
- 전라도수군절도사 유홍

## 사망
- 8월 30일 - 프랑스의 왕 루이 11세.
- 잉글랜드의 왕 에드워드 5세(추정).
- 조선 7대 국왕 세조의 정비 정희왕후.